# Горан Брајковић (кошаркаш)
Горан Брајковић (1948 — 1. јун 2013) био је југословенски кошаркаш.

## Биографија
Током кошаркашке каријере наступао је за екипу Задра. Брајковић је освојио три титуле првака Југославије (1965, 1967, 1968) и Куп Југославије 1970.
Био је члан кошаркашке репрезентације Југославије. Као репрезентативац учествовао је на Европском првенству 1967. године у Финској, када је Југославија заузела 9. место. Десетак година је био функционер у КК Задар.
Преминуо је 1. јуна 2013. године.

## Клупски трофеји
- Првенство Југославије (3): 1965, 1967, 1968.
- Куп Југославије: 1970.